# اشلایدن
شهر اشلایدن (به آلمانی: Schleiden) در ایالت نوردراین-وستفالن در کشور آلمان واقع شده‌است.